# Agoelskieje Belki
De Agoelskieje Belki (Russisch: Агульские Белки) is een bergrug (belki) met een lengte van ongeveer 50 kilometer en een maximum hoogte van 2626 meter in het Zuid-Siberische berggebied de Oostelijke Sajan in de Russische oblast Irkoetsk. Het bestaat uit een complex van kristallijne kalksteen, schisten en dolomieten. Het heeft een alpien reliëf en bevat kleine gletsjers. in de valleien en op de hellingen groeit donkere coniferentaiga en de toppen bestaan uit kale rotsen en bergtoendra.